# Bartholomew Ogbeche
Bartholomew Ogbeche (* 1. Oktober 1984 in Ogoja) ist ein nigerianischer ehemaliger Fußballspieler.

## Spielerkarriere

### Frankreich
Bartholomew Ogbeche startete seine Profikarriere beim französischen Erstligisten Paris SG. Beim Hauptstadtclub stand er vier Jahre lang von 2001 bis 2005 unter Vertrag, durchsetzen konnte er sich dort so recht jedoch nie. So war er 2003/2004 und 2004/2005 jeweils in der Rückrunde an andere Erstliga-Vereine ausgeliehen. Zunächst an den SC Bastia, dann an den FC Metz. Da er in der Ligue 1 wiederholt an den hohen Erwartungen scheiterte, ging Ogbeche 2005/2006 zu Al-Jazira Club in die Vereinigten Arabischen Emirate.

### Spanien und weiter
Bei den Arabern konnte sich Bartholomew Ogbeche für ein Engagement beim spanischen Erstliga-Absteiger Deportivo Alavés empfehlen. In der Segunda División wurde er auf Anhieb Stammspieler und bewies seine Klasse. Nach 29 Spielen und fünf Toren für Alavés zog es ihn zum Aufsteiger Real Valladolid. Dort gelangen ihm jedoch bei 35 Einsätzen nur 3 Tore, und auch seine Leihe zum FC Cádiz verlief mäßig erfolgreich. Ab 2010 spielte Ogbeche in Griechenland England, wiederum in Spanien und dann ab 2014 für vier Jahre in den Niederlanden. Seit 2018 ist er – mit überdurchschnittlichen Torquotienten – in der Indian Super League aktiv.

### International
Bartholomew Ogbeche war von 2002 bis 2004 nigerianischer Nationalspieler. In elf Länderspielen konnte er drei Tore erzielen.